# Theophrasta americana
Theophrasta americana är en viveväxtart som beskrevs av Carl von Linné. Theophrasta americana ingår i släktet Theophrasta och familjen viveväxter. Inga underarter finns listade i Catalogue of Life.